# Михали (Гусь-Хрустальный район)
Михали — деревня в Гусь-Хрустальном районе Владимирской области России, входит в состав Демидовского сельского поселения.

## География
Деревня расположена в 23 км на юго-восток от центра поселения деревни Демидово и в 61 км на юг от Гусь-Хрустального.

## История
В XIX — начале XX века деревня входила в состав Бутыльской волости Касимовского уезда Рязанской губернии, с 1926 года — в составе Палищенской волости Гусевского уезда Владимирской губернии. В 1905 году в деревне числилось 65 дворов, в 1926 году — 79 дворов.
С 1929 года деревня являлась центром Михальского сельсовета Гусь-Хрустального района, с 1935 года — в составе Нармского сельсовета Курловского района, с 1963 года — в составе Гусь-Хрустального района, с 1977 года — в составе Демидовского сельсовета, с 2005 года — в составе Демидовского сельского поселения.

## Население
| 1905 | 1926 | 2002 | 2010 | 2021 |
| ---- | ---- | ---- | ---- | ---- |
| 382  | ↘367 | ↘24  | ↘6   | ↘4   |